# Galway United Football Club
Maillots
Galway United Football Club (en irlandais : Cumann Peile Ghaillimh Aontaithe) est un club de football irlandais participant au championnat d'Irlande de football en Premier Division, soit la deuxième division nationale. Le club est basé à Galway. Il a été fondé en 1937 sous le nom de Galway Rovers et a fait sa première apparition en championnat d’Irlande en 1977 après avoir été invité à participer à la coupe de la Ligue d'Irlande de football la saison précédente. Il a été dissout en 2011 puis refondé en octobre 2013.Galway United joue ses matchs à domicile dans le stade de Eamonn Deacy Park.

## Histoire
Les tribus de Galway, tel est le surnom du club de Galway, ont été fondées sous le nom de Galway Rovers en 1937 dans le district de Claddagh à Galway. Après avoir été longtemps un grand club formateur évoluant au niveau junior, le club est  invité par la fédération irlandaise de football à jouer la coupe de la Ligue d'Irlande de football en 1976. C’est la toute première fois que les Rovers jouent au niveau senior. L'année suivante, les Rovers sont invités à participer au Championnat d'Irlande de football. Ils font leurs grands débuts le 28 août 1977 à Terryland Park contre St. Patrick's Athletic FC. Le club fait face à quelques difficultés pour assoir sa présence puis jouer un rôle important dans le championnat. Il progresse néanmoins et parvient en 1981 à jouer pour la première fois la finale d’une compétition senior, la Coupe de la Ligue. Cette première finale se termine par une défaite aux penalties contre Dundalk FC. Pendant l’intersaison, le club modifie son nom et devient Galway United Football Club.
Les premiers succès arrivent peu après. United termine à la sixième place le championnat 1985 sous la direction de Tom Lally et de Tony Mannion et se qualifie pour la finale de la Coupe d'Irlande de football. Les Shamrock Rovers remportent la victoire à Dalymount Park le 28 avril 1985. Mais cette défaite a une résonance inattendue. Comme les Shamrock Rovers remportent aussi cette année-là le championnat, Galway gagne le droit de participer à une coupe d'Europe l’année suivante. Le premier contact européen est douloureux avec une défaite 4 buts à 2 au total des deux matchs contre le club danois de Lyngby BK.
Galway continue son parcours en championnat et en 1986 reste invaincu pendant 16 matchs consécutifs pour terminer à une très belle deuxième place, deux points derrière les intouchables Shamrock Rovers qui remportent cette année-là leur quatrième championnat consécutif. La différence entre les deux clubs s’est jouée le 2 mars 1986 lors d’un match entre les deux équipes à Terryland Park. Trois buts marqués dans les 35 premières minutes donnent un avantage définitif aux Rovers. Grâce à cette deuxième place, Galway United se qualifie pour la Coupe UEFA 1986-1987. Pendant cette même année Galway remporte son premier grand trophée en battant Dundalk FC en finale de la Coupe de la Ligue. Dennis Bonner, frère de Packie Bonner et Paul McGee (17 fois international pour l’Irlande) marquent les deux buts de la victoire. En Coupe de l’UEFA la saison suivante, l’adversaire du premier tour est le FC Groningue. Galway perd sur le large score de 8 à 2 au total des deux matchs.
Pendant les cinq années suivantes, Galway consolide sa position en Premier Division sous la conduite d’un nouveau manager Joey Malone. En Coupe d’Irlande, United regagne sa place en finale en 1991. À Lansdowne Road, Galway bat les Shamrock Rovers par 1 – 0, un tout petit but marqué dans les cinq dernières minutes par Johnny Glynn. Ce but leur donne la victoire et les qualifient pour la Coupe d'Europe des vainqueurs de coupe de football 1991-1992. Le tirage au sort leur impose une nouvelle fois un club danois, le Odense BK. Le match aller se déroule dans le village de Ballinderreen dans le comté de Galway devant 6 000 personnes. Odense se révèle beaucoup trop fort pour Galway et l’emporte très facilement 7 -0 sur l’ensemble des deux matchs.
La saison suivante est très malheureuse pour Galway United. Le club est relégué en First Division pour la toute première fois de son histoire après avoir terminé la saison à la 12e et dernière place. Tony Mannion revient alors au poste de manager et réussit à faire remonter le club en Premier Division dès la première saison. Pendant que le stade de Terryland Park est rénové, United déménage pour une saison à  Crowley Park, le terrain des Galwegians RFC, le club de rugby de Galway. Le retour dans l’élite est une réussite, le club termine à une belle troisième place derrière les Shamrock Rovers et Cork City FC.
Galway United retourne à Terryland Park le 9 octobre 1994 et baptise son stade rénové par une victoire contre les Sligo Rovers. Deux semaines plus tard, Galway établi son nouveau record de spectateurs dans son nouveau stade avec 7 000 personnes présentes pour assister à une défaite contre Cork City FC. Galway United se maintient en première division jusqu’en 1996. Pendant son passage en deuxième division, Galway gagne toutefois deux trophées, le First Division Shield, une coupe réservée aux clubs de deuxième division et la Coupe de la Ligue d’Irlande de football.
Don O'Riordan devient le nouveau manager et en 1999 permet au club de s’extirper de la deuxième division. Son passage à la tête de l’équipe reste dans les mémoires pour deux parcours exemplaires en Coupe d’Irlande : Galway atteint les demi-finales en 1999 et 2000. Malheureusement le club perd les deux matchs, respectivement contre Finn Harps et Shelbourne FC. La demi-finale de 1999 a été le tout premier match de football télévisé sur une chaine nationale depuis Terryland Park. 
Tony Mannion revient ensuite entrainer le club pour la troisième fois en 2001, mais Galway redescend en deuxième division au terme de la saison 2001-2002. La remontée dans l’élite se fait pour la saison 2007 après avoir terminé à la troisième place de la First Division.
En juillet 2007, une nouvelle tribune de 1 500 places assises est ouverte à Terryland Park.

## Dissolution puis refondation
À la fin de la saison 2011 le club est dissout. Les supporters de Galway se réunissent sous le nom de GUST (Galway United Supporters Trust) dans le but de relancer le club. Leur dossier de candidature est refusé par la fédération irlandaise de football en 2012. Au cours de l’année 2013, le GUST entame des discussions  avec les deux autres clubs de la ville, Mervue et Salthill Devon afin de réunir sous une seule bannière le football professionnel. Le Galway Football Club est créé en octobre 2013 et présente immédiatement sa candidature pour l’admission dans le Championnat d’Irlande de football en remplacement des deux clubs existants.

## Passage en Premier division (2015-2017)
En 2014, Galway joue en first division (deuxième division irlandaise) et après avoir terminé troisième et remporté un barrage, ils sont promus en première division de la Ligue d'Irlande 2015.
Après cette montée acquise, Galway va réussir à se maintenir 2 ans de justesse en terminant 10ème puis 9ème mais l'année 2017 sera plus compliquée puisque avec une 10ème place et une défaite aux barrages le club redescendra au second échelon du football irlandais.

## Des années difficiles (2018-2022)
Galway passera ensuite 5 années en deuxième division entre 2018 et 2023, avec peu de choses de notable si ce n'est une seconde place derrière Shelbourne FC en 2021.

## Le renouveau (2023- )
L'année 2023 marquera une tournant pour Galway United, après une saison presque parfaite le club remporte la First Division avec 94 points, loin devant son dauphin Waterford FC, (69 points). Le club réalise sa meilleure saison en seconde division, avec de gros succès notamment 9-1 à domicile contre Kerry FC.
En coupe, Galway atteint les demi-finales après avoir battu Bangor Celtic, l'UCD et Dundalk FC, il sera finalement battu par les Bohemians.

## Historique
- 1937 : fondation du club sous le nom de Galway Rovers
- 1981 : le club est renommé Galway United
- 1985 : 1re participation à une Coupe d'Europe (C2) (saison 1985/86)
- 2011 : Dissolution du club
- 2013 : Refondation du club sous le nom de Galway FC

## Rivalité
Galway entretien une rivalité avec le club de l'autre grande ville de la province, Sligo.

## Supporters
Le club possède un groupe de supporters, relativement petit mais assez actif qui gagne en popularité depuis la remontée du club en premier division : the maroon army.

## Palmarès
- Coupe d'Irlande
  - Vainqueur : 1991
  - Finaliste : 1985

- Coupe de la Ligue irlandaise
  - Vainqueur : 1986, 1997
  - Finaliste : 1980

- Championnat d'Irlande (deuxième division)
  - Vainqueur : 1992-1993, 2023

- Connacht Senior Cup
  - Vainqueur : 2008

- League of Ireland First Division Shield
  - Vainqueur : 1992-93, 1996-97

### Records
- La plus grande victoire
  - 8-0 contre Monaghan United, à domicile, le 26 octobre 2001, et 9-1 contre Kerry FC, à domicile, le 10 mars 2023
- La plus grande défaite
  - 1-9 contre Derry City FC, à l’extérieur, le 8 octobre 1989
- Le plus grand nombre de points en une saison 
  - 94 en 2023 en First Division
- Le plus grand nombre de buts marqués en une saison pour le club 
  - 21 par Alan Murphy en 2003
- Le plus grand nombre de buts marqués pour le club
  - 74 par Paul McGee entre 1985 et 1990 puis entre 1992 et 1993
- Joueurs ayant eu leur première sélection international alors qu’ils portaient le maillot du club
  -  Barbade Eric Lavine
  -  Saint-Vincent-et-les-Grenadines Wesley Charles
  -  Barbade Alvin Rouse
  -  Haïti Regillio Nooitmeer

## Les équipes

### Les entraineurs
| Nom                            | Période                 |
| ------------------------------ | ----------------------- |
| Amby Fogarty                   | 1976-Oct 1978           |
| Tommy Callaghan                | Oct 1978-Mar 1979       |
| Tommy Lally & Eamonn Deacy     | 1979                    |
| John Herrick                   | 1979-1981               |
| Mick Cooke                     | Aug 1981                |
| John Herrick                   | Sep 1981-1983           |
| Paddy Mulligan                 | 1983-1984               |
| Tommy Lally                    | 1984-1985               |
| Tony Mannion                   | 1985-1988               |
| John Herrick                   | 1988-Nov 1988           |
| Fran Gavin & Denis Bonner      | Nov 1988-Nov 1988       |
| Seamus McDonagh                | Dec 1988-1989           |
| Paul McGee                     | 1989-1990               |
| Joey Malone                    | 1990-Dec 1991           |
| Tommy Lally                    | Dec 1991-Jan 1992       |
| Tony Mannion                   | Janv 1992-Oct 1995      |
| Denis Clarke                   | Nov 1995-1997           |
| Don O'Riordan                  | Juil 1997-2001          |
| Dave Connell                   | 2001-Oct 2001           |
| Tony Mannion                   | Oct 2001-2004           |
| Stephen Lally                  | 2005-Mai 2006           |
| Alan Gough & Jim Noone         | Mai 2006-Juin 2006      |
| Tony Cousins                   | Juin 2006-Mars 2008     |
| Billy Clery                    | Mars-avril 2008         |
| Jeff Kenna (entraineur-joueur) | Avril 2008-Janv 2009    |
| Ian Foster                     | Janvier 2009-Avril 2010 |
| Sean Connor                    | 2010-2011               |
| Tommy Dunne                    | 2014-2016               |
| Shane Keegan                   | 2017-2018               |
| Alan Murphy                    | 2018-2020               |
| John Caulfield                 | 2021-                   |